# Cobija (plaats)
Cobija is een stad in Bolivia en is de hoofdplaats van het departement Pando. In 2001 telde Cobija 20.820 inwoners.

## Geboren
- Alfredo Ovando Candía (1918-1982), president van Bolivia en dictator
- Carlos Cárdenas (1976), voetballer

## Galerij

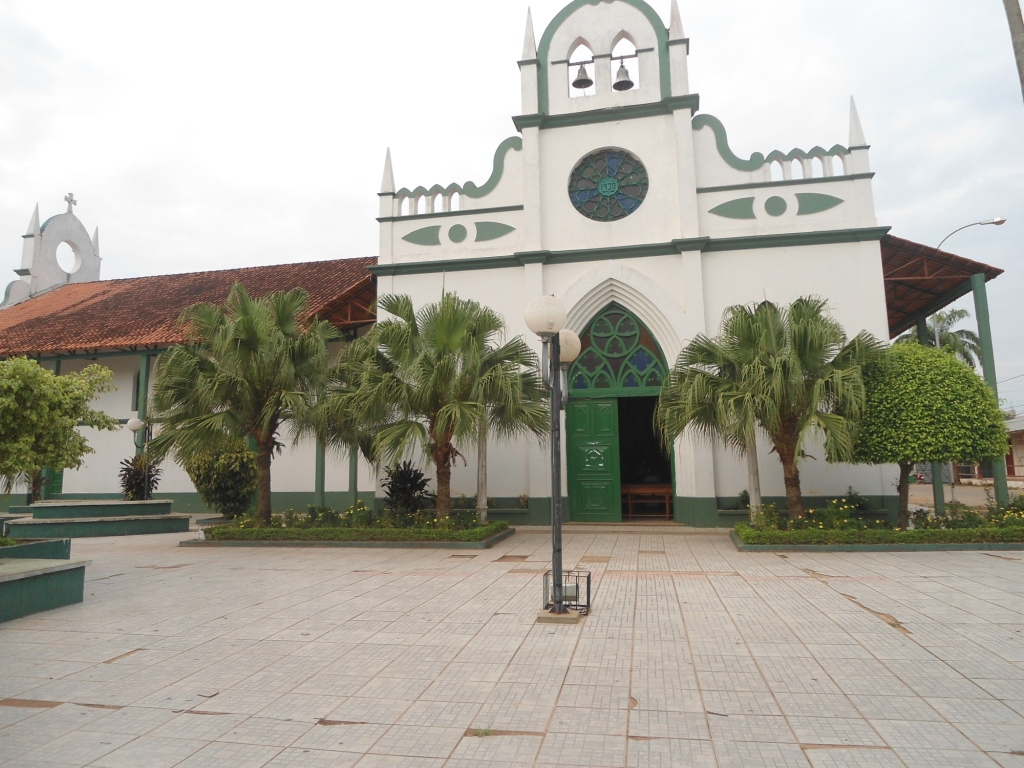
Kerk
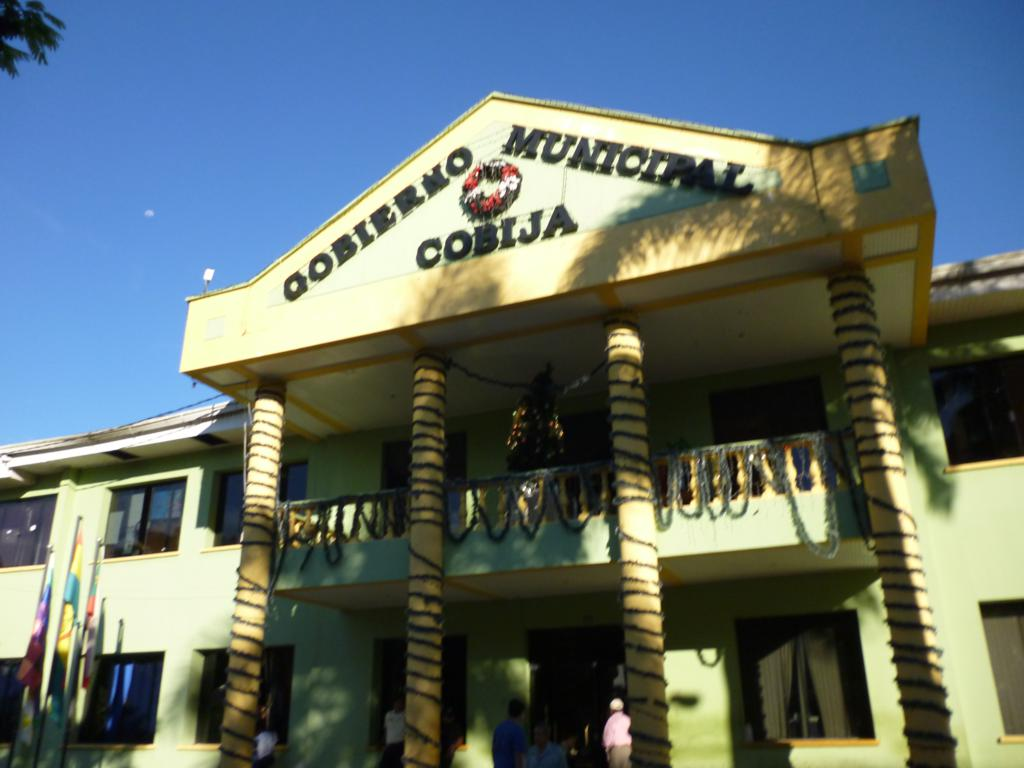
Gemeentehuis